# Sinuessa

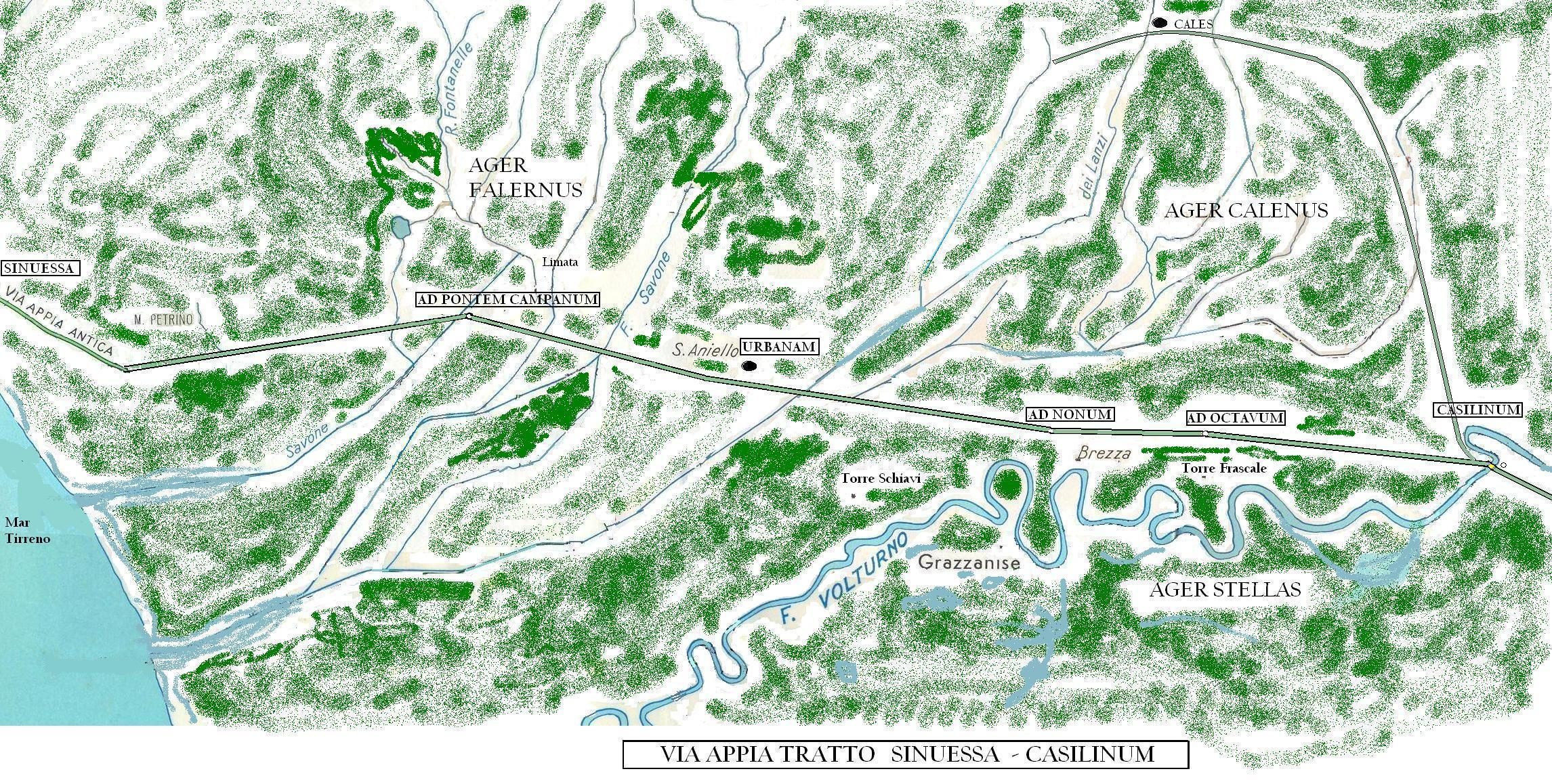
Via Appia (Sinuessa po lewej)

Sinuessa – starożytna rzymska kolonia, a potem miasto, położone w północnej części obecnego Mondragone we Włoszech (Kampania), nad Morzem Tyrreńskim.
Usytuowana przy Via Appia, została założona w 296 roku p.n.e. dla ochrony tego ważnego szlaku przed możliwymi napadami (po najazdach Samnitów) oraz kontrolowania obszaru przybrzeżnego. Wraz z Minturnae były koloniami bliźniaczymi. Około 174 roku p.n.e. Sinuessa stała się dużym miastem dzięki produkcji i rozwiniętemu handlowi winem w basenie Morza Śródziemnego, jak również ze względu na obecność łaźni termalnych Aquae Sinuessanae, których pozostałości są nadal obecne. Historia miasta i portu prawdopodobnie zakończyła się około III wieku n.e.
Pozostałości Sinuessy częściowo znajdują się obecnie pod terenem rezydencji Baia Azzurra. Są to ruiny dużego amfiteatru, miejskiego centrum oraz głównych dróg.
Prowadzone od lat 90. XX wieku wzdłuż wybrzeża Sinuessy badania zatopionych okrętów, pozwoliły sporządzić mapę geomorfologiczną ze znaleziskami archeologicznymi. Wykryto elementy budowli portowych, część ołowianej kotwicy, setki rzymskich amfor oraz fragmenty innej ceramiki. 
Z tego miejsca pochodzi posąg Wenus z Sinuessy o wysokości 1,82 m, eksponowany w Muzeum Archeologicznym w Neapolu. Na północ od Sinuessy znajdują się pozostałości rzymskiej willi nadmorskiej San Limato.  